# All Star (chanson)
Pour les articles homonymes, voir All Star.
 (janvier 2015).
Si vous disposez d'ouvrages ou d'articles de référence ou si vous connaissez des sites web de qualité traitant du thème abordé ici, merci de compléter l'article en donnant les références utiles à sa vérifiabilité et en les liant à la section « Notes et références ».
All Star est une chanson pop rock[réf. nécessaire] de 1999 interprétée par le groupe de rock américain Smash Mouth.
La chanson est sortie le 4 mai 1999, c'est le deuxième single de leur deuxième album Astro Lounge.

## Dans les médias
- La chanson est utilisée dans la comédie Rat Race sorti en 2001 à laquelle Smash Mouth est invité.
- Elle est aussi présente dans Shrek pour promouvoir la série, en particulier le générique d'ouverture. D'ailleurs, c'est le thème principal du film Shrek.
  - La chanson en elle-même est devenue un mème Internet depuis son association avec le personnage de Shrek[1]. Elle est aussi utilisée dans le jeu Swamp Simulator, une expérience gratuite et humoristique reprenant le mème Shrek is Love, Shrek is Life sur un fond similaire au jeu vidéo Slender: The Eight Pages ; il est possible de l'entendre lorsque Shrek s'approche dangereusement.
- All Star est présenté dans les jeux vidéo musicaux Guitar Hero: On Tour, la série Rock Band interprété par Alvin et les Chipmunks et dans Donkey Konga 2 pour GameCube dans le Amerrissage[Quoi ?] du jeu vidéo.

## Classements

### Classements hebdomadaires
| Classement (1999)                              | Meilleure position atteinte |
| ---------------------------------------------- | --------------------------- |
| Australie (ARIA)                               | 4                           |
| Belgique (Ultratip Flanders)                   | 9                           |
| Canada Top Singles (RPM)                       | 2                           |
| Canada Adult Contemporary (RPM)                | 4                           |
| Canada Rock/Alternative (RPM)                  | 6                           |
| Europe (Eurochart Hot 100)                     | 63                          |
| Finlande (Suomen virallinen lista)             | 17                          |
| Allemagne (Official German Charts)             | 74                          |
| Islande (Íslenski Listinn Topp 40)             | 18                          |
| Pays-Bas (Dutch Top 40)                        | 38                          |
| Pays-Bas (Single Top 100)                      | 57                          |
| Nouvelle-Zélande (Recorded Music NZ)           | 15                          |
| Écosse (Official Charts Company)               | 19                          |
| Suède (Sverigetopplistan)                      | 49                          |
| Royaume-Uni Singles (Official Charts Company)  | 24                          |
| États-Unis Billboard Hot 100                   | 4                           |
| États-Unis Adult Alternative Songs (Billboard) | 5                           |
| États-Unis Adult Top 40 (Billboard)            | 1                           |
| États-Unis Alternative Songs (Billboard)       | 2                           |
| États-Unis Mainstream Top 40 (Billboard)       | 1                           |

| Classement (2019)                | Meilleure position atteinte |
| -------------------------------- | --------------------------- |
| Pologne (Polish Airplay Top 100) | 84                          |

|

### Classements de fin d'année
| Classement (1999)                        | Position |
| ---------------------------------------- | -------- |
| Australie (ARIA)                         | 31       |
| Canada Top Singles (RPM)                 | 4        |
| Canada Adult Contemporary (RPM)          | 57       |
| Canada Rock/Alternative (RPM)            | 32       |
| États-Unis Billboard Hot 100             | 17       |
| États-Unis Adult Top 40 (Billboard)      | 8        |
| États-Unis Alternative Songs (Billboard) | 9        |